# Kommunistischer Jugendverband Deutschlands (1920)

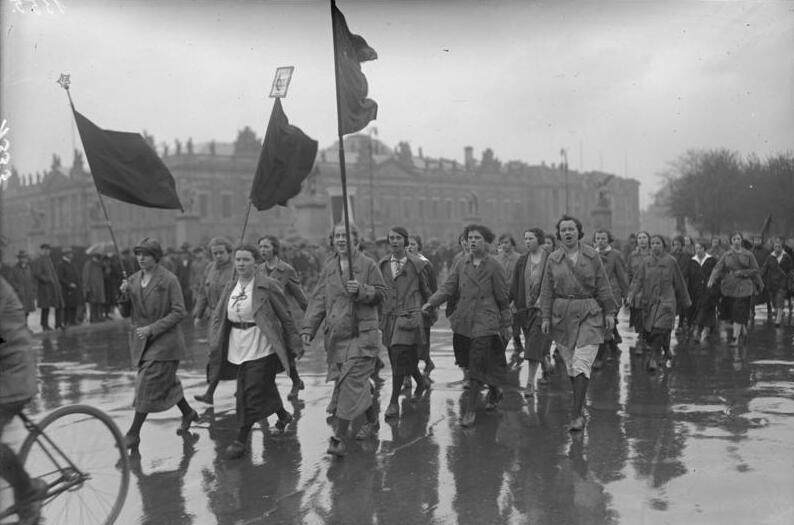
Demonstrationszug des KJVD in Berlin am 1. Mai 1925

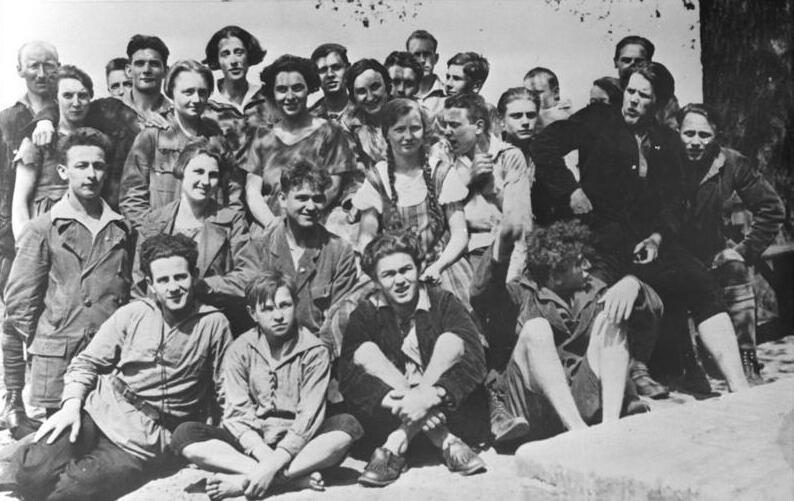
Gruppe des KJVD in Berlin-Neukölln (ca. 1926/27), in der letzten Reihe Olga Benario-Prestes

Der Kommunistische Jugendverband Deutschlands (KJVD) war die Jugendorganisation der Kommunistischen Partei Deutschlands für Jugendliche im Alter von 14 bis 23 Jahren. Der 1920 als Kommunistische Jugend Deutschlands (KJD) gegründete Jugendverband ging aus der Freien Sozialistischen Jugend (FSJ) hervor und nannte sich 1925 in KJVD um.

## Geschichte
Nach dem Ersten Weltkrieg verfestigte sich die politische Spaltung der Arbeiterbewegung und die Kommunisten organisierten, ebenso wie Sozialdemokratie und Gewerkschaften, eigene Jugendgruppen.
Die Freie Sozialistische Jugend war am 27. Oktober 1918 gegründet worden und bekannte sich wie die USPD zur Diktatur des Proletariats.  Auf ihrer 2. Reichskonferenz vom 22./23. Februar 1919 bekannte sie sich zur KPD und auf ihrer 3. Reichskonferenz vom 11./12. September 1920 änderte sie ihren Namen in Kommunistische Jugend Deutschlands.
Nach der Vereinigung von KPD und USPD-Mehrheit Ende 1920 gliederte sich ein Teil der USPD-Jugendorganisation, der Sozialistischen Proletarierjugend, der KJD an.
1925 benannte sich dann die KJD in Kommunistischer Jugendverband Deutschlands um.
1933 wurde der Kommunistische Jugendverband Deutschlands von den Nationalsozialisten verboten. Viele Mitglieder des KJVD wurden unter der nationalsozialistischen Herrschaft ermordet. Gleichwohl organisierten sich viele Mitglieder im Widerstand gegen den Nationalsozialismus. Sie kämpften ab 1936 auch in den Interbrigaden im Spanischen Bürgerkrieg gegen die faschistischen Putschisten um Francisco Franco und waren von 1939 bis 1945 in verschiedenen Ländern Europas Angehörige von Partisaneneinheiten oder kämpften in den Reihen der Roten Armee.

## Programm
Der KJVD war eine revolutionäre Jugendorganisation. Er unterstützte die Aktionen der Kommunistischen Partei Deutschlands. Aus seinen Reihen gingen viele Funktionäre der KPD hervor. Die ideologischen Eckpfeiler des KJVD waren der Marxismus und der proletarische Internationalismus. Der KJVD sah sich als die einzige Jugendorganisation, die für die politischen Rechte der Jugend eintrat und ein klares Programm zur Verwirklichung ihrer Forderungen entwickelte.

## Internationale Verbindungen
Der KJVD war Mitglied der 1919 gegründeten Kommunistischen Jugendinternationale (KJI).

## Vorsitzende
- Richard Gyptner (1920–1924)
- Hermann Jacobs (1924–1925)
- Conrad Blenkle (1925–1928)
- Walter Häbich (1928–1929)
- Kurt Müller (1929–1931)
- Artur Becker (1931–1932)
- Fritz Große (1932–1934)
- Gabo Lewin (1934–1935)
- Walter Hähnel (seit 1935)

## Mitgliederzahlen
- 1920: 25.000
- 1923: 70.000
- 1929: 20.000
- 1932: 50.000[1]